# John Franklin Alexander Strong

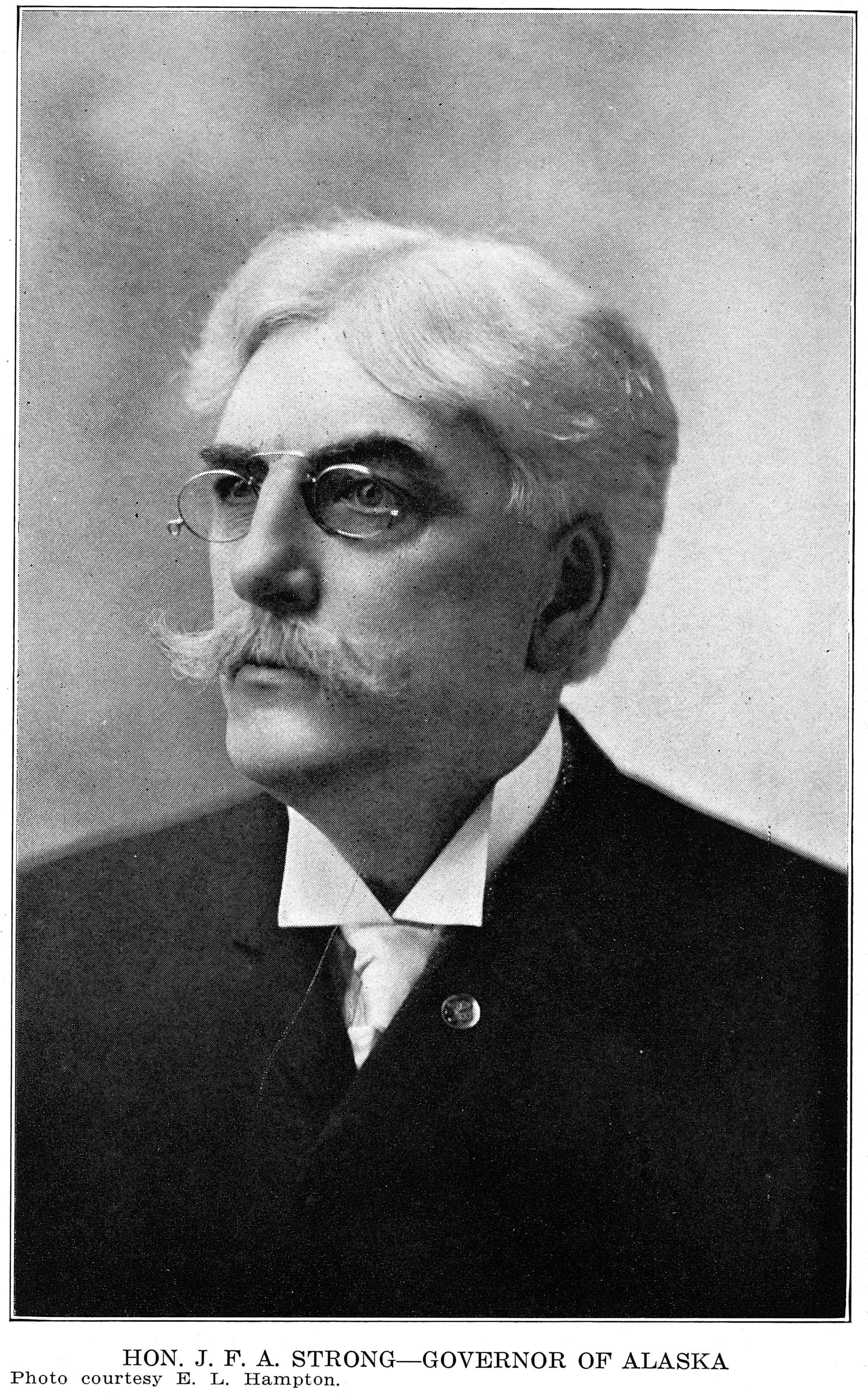
John Franklin Alexander Strong

John Franklin Alexander Strong (* 15. Oktober 1856 in Salmon Creek, New Brunswick; † 27. Juli 1929 in Seattle, Washington) war ein US-amerikanischer Politiker der Demokratischen Partei und zweiter Gouverneur des Alaska-Territoriums.
Der im heutigen Kanada geborene John Strong machte seinen Abschluss an einer Normalschule in New Brunswick und arbeitete in der Folge für längere Zeit als Lehrer. Um das Jahr 1889 herum zog er nach British Columbia und ließ dabei seine erste Ehefrau, mit der er auch Kinder hatte, zurück, ohne geschieden worden zu sein. Etwas später ließ er sich im Staat Washington nieder und betätigte sich als Herausgeber der Zeitung „Whatcom County Independent“. Im Jahr 1896 heiratete er in Tacoma seine zweite Frau Annie, eine Konzertpianistin, womit er faktisch zum Bigamisten wurde.
Der Klondike-Goldrausch brachte ihn dazu, nach Alaska zu gehen. Dort betätigte er sich in verschiedenen Städten journalistisch: ab 1897 in Skagway, ab 1898 zwischenzeitlich in Dawson im Yukon-Territorium, ab 1899 in Nome, ab 1907 in Katalla und ab 1910 in Iditarod. Nachdem der Iditarod Nugget im August 1911 letztmals erschienen war, begab Strong sich mit seiner Frau auf eine einjährige Weltreise, hauptsächlich durch Europa. Nach ihrer Rückkehr wurden sie in Juneau ansässig, wo er mit dem Alaska Daily Empire eine weitere Zeitung auf dem Markt einführte.
Während dieser Zeit begann auch seine politische Laufbahn als Delegierter seines Territoriums bei der Democratic National Convention des Jahres 1912 in Baltimore, auf der Woodrow Wilson als Präsidentschaftskandidat nominiert wurde. Zuvor war er schon als demokratischer Kandidat für die Position des territorialen Delegierten im US-Repräsentantenhaus in Betracht gezogen worden. Im Mai 1913 ernannte ihn der neu gewählte Präsident Wilson dann zum Gouverneur des Alaska-Territoriums. Diesen Posten hatte Strong bis zum 18. April 1918 inne. Ihm wurde von US-Innenminister Franklin Knight Lane der Rücktritt nahegelegt, nachdem sich herausgestellt hatte, dass er – entgegen eigener früherer Aussagen – nicht in Kentucky, sondern in Kanada geboren war und niemals die US-Staatsbürgerschaft erlangt hatte. Somit war er zu keinem Zeitpunkt berechtigt, das Gouverneursamt auszuüben.
Strong verstarb am 27. Juli 1929 in Seattle an Herzversagen und wurde darauf eingeäschert.